# María Elena Flores Valencia
María Elena Flores Valencia, znana jako Elena Flores (ur. 27 grudnia 1945 w Madrycie) – hiszpańska polityk, politolog i nauczycielka akademicka, senator, od 1986 do 1987 posłanka do Parlamentu Europejskiego.

## Życiorys
Ukończyła studia politologiczne na Uniwersytecie Complutense w Madrycie. Od 1973 do 1983 pracowała jako nauczycielka akademicka na tej uczelni, wykładała także m.in. na Uniwersytecie w Alcalá de Henares i Universidad Camilo José Cela. W pracy naukowej specjalizowała się w historii stosunków międzynarodowych oraz polityce zagranicznej Hiszpanii i państw Ameryki Łacińskiej, została profesorem uczelni.
Zaangażowała się w działalność polityczną w ramach Hiszpańskiej Socjalistycznej Partii Robotniczej, od 1980 do 1994 była sekretarzem ds. międzynarodowych w kierownictwie partii. Od 1983 do 1989 należała do parlamentu Wspólnoty Autonomicznej Madrytu. W latach 1983–1996 zasiadała w Senacie II, III, IV i V kadencji (początkowo z nominacji madryckiego parlamentu, w 1989 i 1993 wybierana w wyborach w prowincji Ciudad Real). Od 1 stycznia 1986 do 5 lipca 1987 wykonywała mandat posłanki do Parlamentu Europejskiego w ramach delegacji krajowej. Przystąpiła do Grupy Socjalistów, należała m.in. do Komisji ds. Kwestii Politycznych. W późniejszym okresie zaangażowana w działania monitorujące wybory i programy pomocowe w innych państwach, kierowała także fundacją zajmującą się wsparciem rozwoju państw Afryki i Ameryki Łacińskiej.
Odznaczona m.in. Orderem Bernardo O’Higginsa (1991).